# École Saint-Thomas de Leipzig
L’école Saint-Thomas de Leipzig (en allemand : Thomasschule zu Leipzig) est un Gymnasium public avec internat de Leipzig.
L’école a été fondée en 1212 et est l’une des plus vieilles écoles des régions germanophones. La Thomasschule compte en 2008 environ 640 élèves. L’école est un lycée avec point fort en musique et a un chœur d'enfants de renommée mondiale, le chœur Saint-Thomas.
L'école est jumelée avec le collège et lycée Saint-Charles-La Providence à Saint-Brieuc en France.

## Histoire

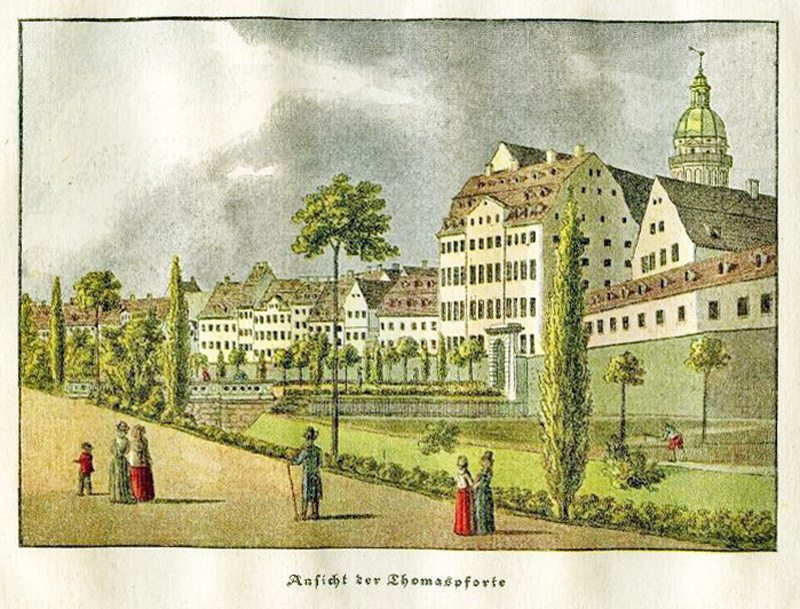
Promenadenring au niveau de Saint-Thomas, en 1800. Le bâtiment principal est l'école Saint-Thomas.
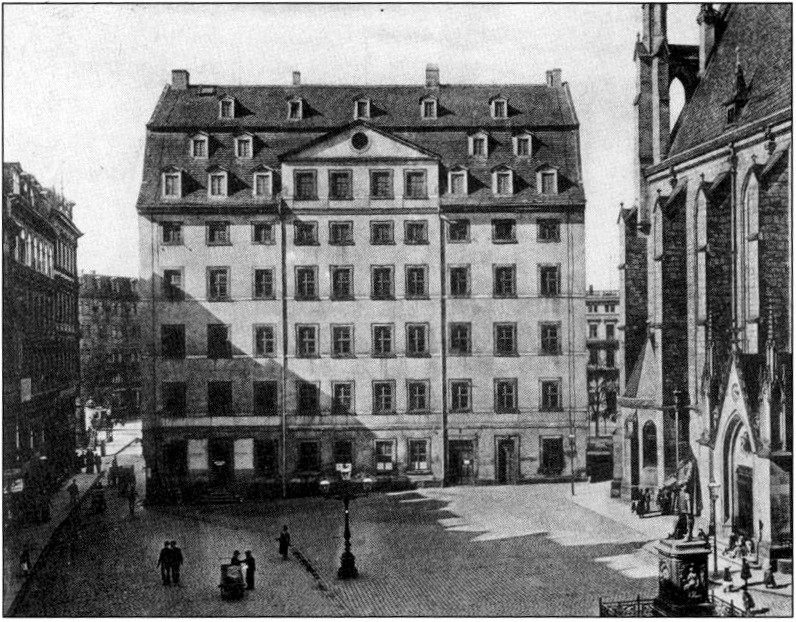
Bâtiment principal historique, juste avant sa destruction pour cause de vétusté (1896). A droite, l'église Saint-Thomas.